# 小行星24138
小行星24138（24138 Benjaminlu）是一颗绕太阳运转的小行星，为主小行星带小行星。该小行星于1999年11月19日发现。

## 轨道参数
小行星24138的轨道半长轴为341 236 717 km，2.2809941 UA，离心率为0.089。